# 킬와 키시와니

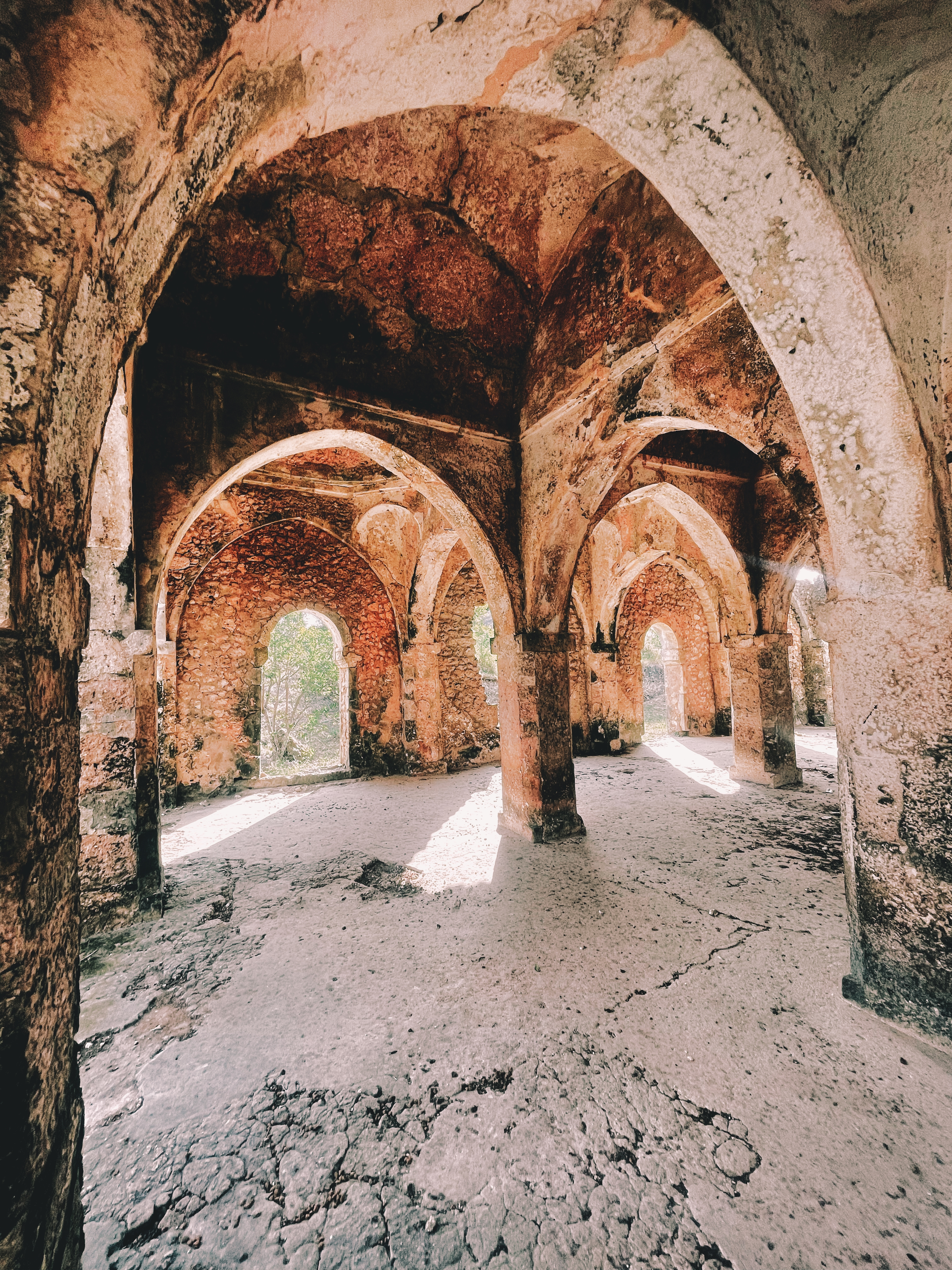

킬와 키시와니(Kilwa Kisiwani)는 "킬와섬"을 뜻하며 탄자니아 남부의 린디주의 탄자니아 지역의 킬와구의 킬와 마소코에 위치한 섬이자 역사적 지역, 공동체이다. 킬와 키시와니는 킬와 마소코의 9개의 작은 마을들 중 가장 큰 마을이며 1,000명 미만의 주민들이 거주하고 있다. 중세에는 10,000명의 주민이 거주할 정도로 정점을 찍기도 했다. 1981년, 킬와 키시와니 섬 전체가 주변 송고 음나라 유적과 함께 유네스코 세계유산으로 지정되었다. 킬와 키시와니는 탄자니아에 위치한 7개의 세계유산들 중 하나이다.